# Mediante avviso
Il pagamento Mediante Avviso, detto anche MAV, è una procedura interbancaria standardizzata di incasso mediante bollettino (la banca del creditore invia un avviso mediante bollettino al debitore). Viene utilizzata dalle grandi organizzazioni, come enti pubblici, oppure anche da amministratori di condomini, ed è pagabile senza spese presso qualsiasi sportello bancario. Alcuni bollettini MAV possono essere pagati anche presso gli uffici postali.
Il pagamento del MAV è gratuito sia allo sportello sia se pagato tramite altri canali, anche telematici, messi a disposizione dalle banche (non presso Poste italiane, che lo tratta come un versamento su conto corrente postale e quindi applica una commissione). Il costo per l'emittente varia sensibilmente da un istituto all'altro: può essere gratuito o prossimo al costo di un bonifico bancario.
Il MAV permette di pagare tasse e imposte, contributi ad enti pensionistici, rate di mutui e finanziamenti, rate dell'università, rate del condominio.
Esistono due tipi di MAV: quello postale (con numero identificativo di 18 caratteri) e quello bancario (con numero identificativo di 17 caratteri). 
Si differenzia dal RAV (ruolo mediante avviso) per il quale l'emittente può scegliere che sia a pagamento e che possa essere limitato ad alcune banche convenzionate e a strumenti di pagamento abilitati (può ad esempio essere eseguito con carta di credito, ma non tramite Bancomat), ed ha anch'esso un codice di 17 cifre preceduto da 0.
La banca esattrice comunica alla banca assuntrice che il pagamento è avvenuto attraverso una specifica procedura interbancaria su RNI (Rete Nazionale Interbancaria).